# Taxillusin
Taxillusin es un flavonol encontrado en la planta parasitaria Taxillus kaempferi. Es un galloylated 3 - O - glucósido de quercetina.